# میرزا مسعود
میرزا مسعود (انگلیسی: Mirza Masood; ۲۳ نوامبر ۱۹۰۸ – ۱۹ سپتامبر ۱۹۹۱) بازیکن هاکی روی چمن اهل هند بود.
وی به‌همراه تیم ملی هاکی روی چمن مردان هند به قهرمانی بازی‌های المپیک تابستانی ۱۹۳۶ و مدال طلای هاکی دست پیدا کرده‌است.